# Liparis gibbus
Liparis gibbus és una espècie de peix pertanyent a la família dels lipàrids.

## Descripció
- Fa 52 cm de llargària màxima.[6][7]

## Alimentació
Menja crustacis (com ara, amfípodes i crancs).

## Depredadors
És depredat per Raja radiata.

## Hàbitat
És un peix marí, demersal i de clima polar (84°N-43°N) que viu entre 0-647 m de fondària (normalment, entre 100 i 200).

## Distribució geogràfica
Es troba a Alaska, el Canadà, Groenlàndia, Rússia i Svalbard.

## Costums
És bentònic.

## Observacions
És inofensiu per als humans.